# Barbus mattozi
Barbus mattozi е вид лъчеперка от семейство Шаранови (Cyprinidae). Видът не е застрашен от изчезване.

## Разпространение
Разпространен е в Ангола, Демократична република Конго и Намибия.

## Описание
На дължина достигат до 40 cm, а теглото им е максимум 1355 g.
Продължителността им на живот е около 9 години.